# Mazda RX-44
La Mazda RX-44 est un concept car du constructeur automobile Japonais Mazda, présenté en 1989.
Elle adopte un design à la fois futuriste et sportif qui inspirera le concept Mazda Taïki.

Ses roues ne sont pas apparentes et les quatre bosses de son toit panoramique font référence au positions de ses quatre passagers ainsi qu'à l'utilisation d'un moteur à piston rotatif à quatre rotors.

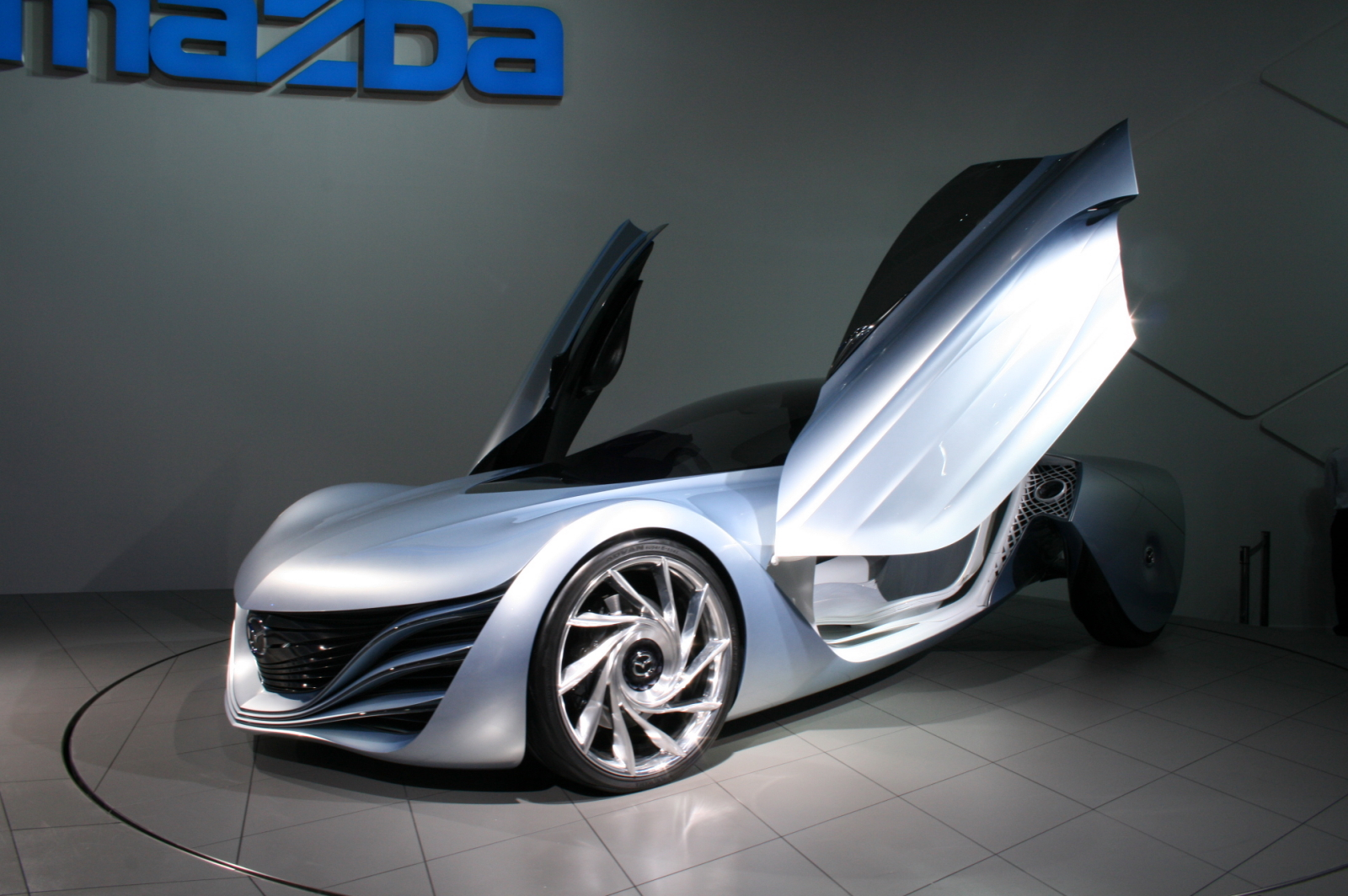
La Mazda Taïki reprend les codes stylistiques de la Mazda RX-44